# Xylocopa prashadi
Xylocopa prashadi là một loài Hymenoptera trong họ Apidae. Loài này được Maa mô tả khoa học năm 1938.